# Sonic the Hedgehog (videojuego de 2006)
Sonic the Hedgehog (normalmente llamado Sonic 2006 o Sonic '06) es un videojuego de plataformas de 2006 desarrollado por Sonic Team y publicado por Sega. Se produjo en conmemoración del 15.º aniversario de la serie Sonic y pretendía ser un reinicio de las consolas de videojuegos de séptima generación. Los jugadores controlan a Sonic, Shadow y el nuevo personaje Silver, que luchan contra Solaris, un antiguo mal perseguido por el doctor Eggman. Cada personaje jugable tiene su propia campaña y habilidades, y debe completar niveles, explorar mundos centrales y luchar contra jefes para avanzar en la historia. En los modos multijugador, los jugadores pueden trabajar de forma cooperativa para recolectar las Chaos Emeralds o correr hasta el final de un nivel.
El desarrollo comenzó en 2004, dirigido por el cocreador de Sonic, Yuji Naka. Sonic Team buscó crear un juego atractivo en la línea de las películas de superhéroes como Batman Begins, con la esperanza de que avanzara en la serie con un tono realista y múltiples estilos de juego. Surgieron problemas después de que Naka renunció para formar su propia compañía, Prope, y el equipo se separó para trabajar en el juego de Wii Sonic and the Secret Rings (2007). Como resultado, se apresuró el lanzamiento de Sonic the Hedgehog a tiempo para la temporada navideña de diciembre. Fue lanzado para Xbox 360 en noviembre de 2006 y para PlayStation 3 el mes siguiente. Se cancelaron las versiones para Wii y Windows. El contenido descargable con nuevos modos para un jugador se lanzó en 2007.
Sonic the Hedgehog recibió elogios en las presentaciones preliminares, ya que los periodistas creían que podría devolver la serie a sus raíces después de años de críticas mixtas. Sin embargo, fue un fracaso crítico. Los revisores criticaron sus tiempos de carga, sistema de cámara, historia, actuación de voz, fallas y controles. Es ampliamente considerado el peor juego de Sonic y llevó a que se reconsiderara la dirección de la serie; los juegos posteriores ignoraron su tono y la mayoría de los personajes. En 2010, Sega retiró a Sonic the Hedgehog de los minoristas, luego de su decisión de eliminar todos los juegos de Sonic con puntajes de Metacritic por debajo del promedio para aumentar el valor de la franquicia.

## Sistema de juego

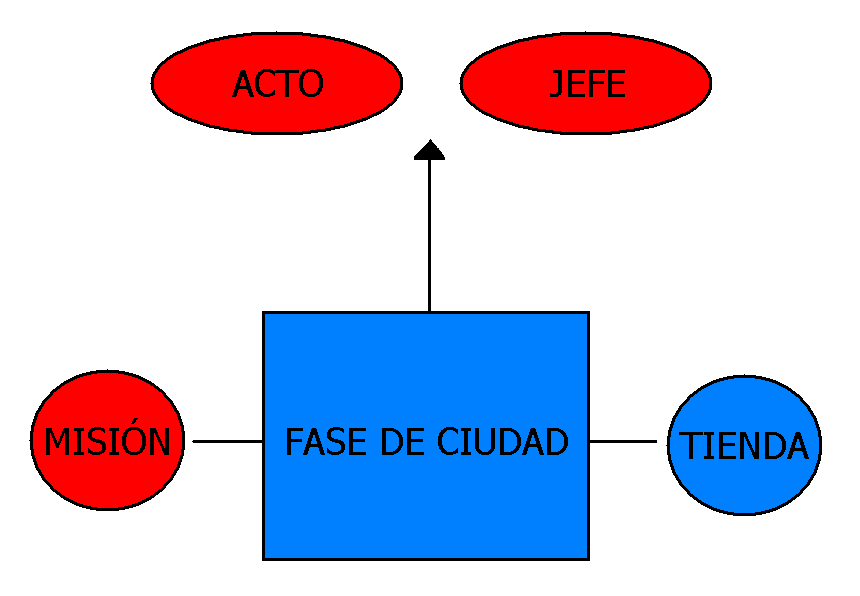
Esquema básico de desarrollo en el que se asienta Sonic the Hedgehog

Sonic the Hedgehog es un videojuego de plataformas en tercera dimensión con elementos de acción, aventura y juegos de rol. Al igual que Sonic Adventure, se navega a través de mundos centrales abiertos donde se puede conversar con la gente del pueblo y realizar misiones para avanzar en la historia. El juego principal tiene lugar en niveles lineales que se vuelven accesibles a medida que avanza. Los principales personajes jugables son tres erizos: Sonic, Shadow y Silver, que aparecen en campañas separadas tituladas «episodios». «Last Episode», que involucra a los tres erizos y concluye la historia, se desbloquea al completar los primeros tres.
La historia de Sonic se centra en las plataformas basadas en la velocidad vistas en juegos anteriores de Sonic, con algunas secciones que lo hacen correr mientras esquiva obstáculos o monta una tabla de snowboard. Otro personaje, la princesa Elise, debe ser escoltada en algunas etapas, y ella puede usar una barrera especial para proteger a Sonic.: 13  Las secciones de Shadow son igualmente rápidas, aunque más orientadas al combate, con algunos segmentos que lo hacen montar en vehículos. Por el contrario, los niveles de Silver son más lentos y giran en torno a su uso de la telequinesis para derrotar a los enemigos y resolver acertijos. En ciertas áreas, el control se cambia a uno de varios personajes amigos, con sus propias habilidades.
Aunque cada personaje atraviesa los mismos niveles, sus habilidades únicas permiten acceder a diferentes áreas de cada etapa y evitar que acceda a ciertos elementos. Dispersos a través de cada nivel hay anillos dorados, que sirven como una forma de salud. Los anillos pueden proteger a un personaje de un solo golpe de un enemigo u obstáculo, momento en el que se dispersarán y parpadearán antes de desaparecer. El juego comienza con Sonic, Shadow y Silver, cada uno asignado a un número limitado de vidas. Estas vidas se pierden sucesivamente cada vez que, sin anillos en su poder, los personajes son golpeados por un enemigo u obstáculo o se encuentran con otros peligros fatales. El juego termina cuando el jugador agota la vida de los personajes. Cada pocos niveles, los usuarios se encontrarán con un escenario de jefe; para continuar, deben derrotar al jefe agotando su medidor de salud.
Al completar un nivel o una misión, reciben una calificación según su desempeño, siendo el rango «S» el mejor y el rango «D» el peor. Los jugadores reciben dinero por completar misiones; se da más dinero a los rangos más altos. Este dinero se puede usar para comprar mejoras para el personaje. Se requieren ciertas actualizaciones para completar el juego.: 8–11  El juego también cuenta con dos modos multijugador: «Tag», un modo cooperativo en el que dos usuarios deben trabajar juntos para superar niveles y recolectar Chaos Emeralds, y «Battle», un modo de jugador contra jugador en el que compiten entre sí.

## Argumento
El doctor Eggman secuestra a la princesa Elise de Soleanna con la esperanza de aprovechar las Llamas del Desastre, un poder destructivo sellado dentro de ella. Con la ayuda de sus amigos Tails y Knuckles, Sonic trabaja para proteger a Elise de Eggman. Mientras tanto, Shadow, su compañera agente Rouge y Eggman liberan accidentalmente un espíritu maligno, Mephiles. El espíritu transporta al dúo de agentes a un futuro postapocalíptico devastado por un monstruo demoníaco, Iblis. Cuando Mephiles se encuentra con los sobrevivientes Silver y Blaze, los engaña haciéndoles creer que Sonic es la causa de la destrucción y los envía al presente para matarlo.
A lo largo de la historia, Sonic y sus amigos viajan entre el pasado, el presente y el futuro en sus esfuerzos por detener a Mephiles e Iblis y proteger a Elise de Eggman. Aunque al principio Silver acecha a Sonic e impide sus intentos de salvar a Elise, Shadow le revela que Sonic no es la causa del sufrimiento de su mundo, sino Mephiles, que está tratando de cambiar el pasado para sus propios propósitos malvados. Viajan diez años en el pasado y descubren que Mephiles busca vincularse con Iblis, quien fue sellada dentro de Elise cuando era niña, ya que son las dos mitades del Dios omnipotente de Soleanna, Solaris. Mephiles finalmente tiene éxito después de matar a Sonic para hacer que Elise llore, liberando su sello sobre Iblis y fusionándose con él con el uso de las Chaos Emeralds para convertirse en Solaris, quien luego intenta consumir el tiempo. Los héroes recolectan y usan el poder de las Emeralds para revivir a Sonic, y él, Shadow y Silver se transforman en sus formas súper para derrotar a Solaris. Sonic y Elise son llevados al pasado y extinguen la llama de Solaris, eliminando al Dios de la existencia y evitando que los eventos ocurran. A pesar de esto, Sonic y Elise muestran leves signos de recordar su encuentro después.

## Desarrollo

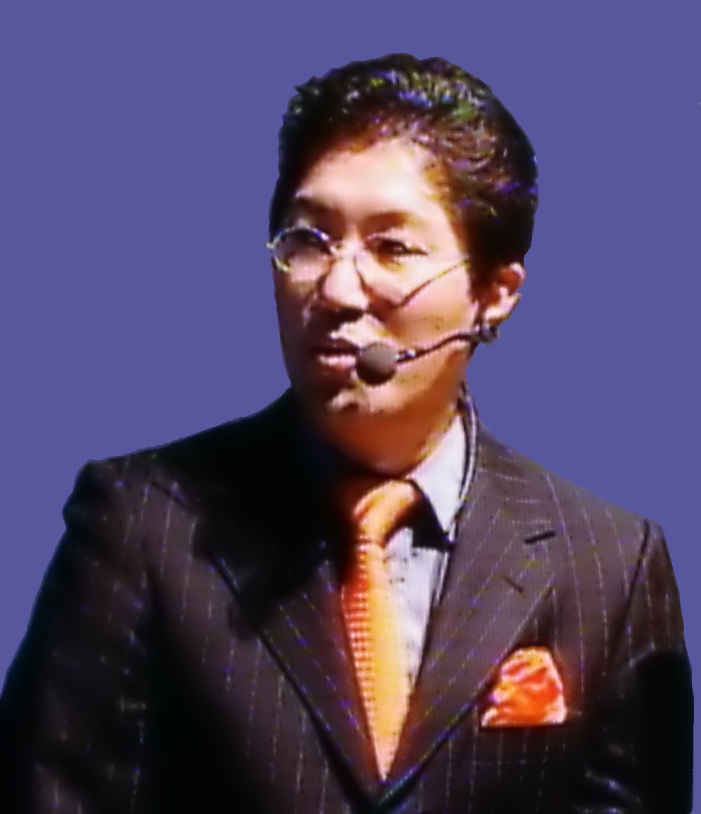
Después de que Yuji Naka (fotografiado en 2008) renunciara al proyecto para formar Prope, los programadores apresuraron las etapas finales de desarrollo

Después de terminar Billy Hatcher and the Giant Egg (2003), Sonic Team comenzó a planificar su próximo proyecto. Entre las ideas que el equipo estaba considerando estaba un juego con un tono realista y un motor de física avanzado. Cuando Sega reasignó al equipo para comenzar a trabajar en un nuevo juego de la exitosa serie Sonic, decidieron mantener el enfoque realista. Sonic the Hedgehog fue concebido para consolas de sexta generación, pero Sonic Team se dio cuenta de que su lanzamiento coincidiría con el 15.º aniversario de la serie y decidió desarrollarlo para consolas de séptima generación como PlayStation 3 y Xbox 360. El cocreador de la serie y líder del equipo, Yuji Naka, quería que el primer juego de Sonic para sistemas de séptima generación llegara a una amplia audiencia. Naka señaló el éxito de las películas de superhéroes como Spider-Man 2 (2004) y Batman Begins (2005): «Cuando Marvel o DC Comics convierten a sus personajes en películas, los consideran éxitos de taquilla, grandes éxitos, y eso es lo que estaban tratando de emular con Sonic». Por lo tanto, el desarrollo de Sonic the Hedgehog comenzó a fines de 2004. Sonic Team usó el mismo título que el Sonic the Hedgehog original de 1991 para indicar que sería un gran avance con respecto a los juegos anteriores. Las fuentes suelen describir a Sonic the Hedgehog como un intento de reinicio a la franquicia.
El motor de física Havok, utilizado anteriormente en su juego de PlayStation 2 Astro Boy (2004), permitió a Sonic Team crear niveles expansivos que antes eran imposibles en las consolas anteriores de sexta generación y experimentar con múltiples estilos de juego. Además, el motor también permitió que Sonic Team experimentara con aspectos como la iluminación global, un sistema de día y noche y le dio a Sonic nuevas habilidades, como usar cuerdas para saltar en el aire. El director Shun Nakamura demostró el motor durante sus espectáculos en el Tokyo Game Show (TGS) en 2005. Como el hardware de Xbox 360 y PlayStation 3 era más potente en comparación con las consolas de la generación anterior, el equipo de diseño pudo crear un entorno más realista que el de los juegos anteriores de Sonic. Sonic y el doctor Eggman se rediseñaron para adaptarse mejor a este entorno actualizado: Sonic se hizo más alto, con púas más largas, y Eggman se hizo más delgado y se le dio una apariencia más realista. Nakamura y el productor Masahiro Kumono razonaron que esto se debía a que los personajes interactuarían con más humanos y sintieron que haría que el juego fuera más atractivo para los jugadores mayores. En un momento, Sonic Team consideró darle a Sonic texturas de piel y goma realistas.
Si bien Sonic Team se enfocó principalmente en las imágenes, consideraron que su principal desafío era crear un juego que fuera tan atractivo como los juegos originales de Sonic en Sega Genesis. Sintieron que Sonic Heroes (2003) y Shadow the Hedgehog (2005) se habían desviado en diferentes direcciones y querían devolver la serie a sus raíces basadas en la velocidad de nuevas maneras. Por ejemplo, querían incluir varios caminos en los niveles, como tenían los juegos del Genesis, un objetivo que los entornos realistas ayudaron a lograr. Sonic Team buscó abordar «agresivamente» los problemas con el sistema de cámara virtual de los juegos anteriores de Sonic, sobre los cuales habían recibido muchas quejas.
El sistema de juego en Silver the Hedgehog nació del deseo de Sonic Team de aprovechar las capacidades físicas realistas de Havok. El primer concepto de diseño para el personaje de Silver fue un visón naranja; logró su apariencia de erizo final después de más de 50 iteraciones de diseño. Al diseñar la jugabilidad de Shadow, los desarrolladores abandonaron el concepto de armas de fuego utilizado anteriormente en Shadow the Hedgehog (2005) en favor de elementos de combate para diferenciarlo de los otros personajes. La jugabilidad de Shadow se desarrolló aún más con la adición de vehículos; cada vehículo utiliza su propio motor físico. El juego también presenta varias escenas CGI producidas por Blur Studio. El supervisor de animación Leo Santos dijo que Blur enfrentó desafíos al animar la escena de apertura debido a la ubicación de la boca de Sonic.
A medida que avanzaba el desarrollo, Sonic Team enfrentó serios problemas. En marzo de 2006, Naka renunció como director de Sonic Team para formar su propia empresa, Prope. Naka ha dicho que renunció porque no quería seguir haciendo juegos de Sonic y, en cambio, deseaba centrarse en las propiedades originales. Con su partida, «el corazón y el alma de Sonic» se fueron, según el ex director general de Sega of America, Tom Kalinske. Sonic the Hedgehog originalmente estaba destinado a ser lanzado en todas las principales consolas de séptima generación, así como en Windows, pero a Sega se le presentaron kits de desarrollo para la consola Wii menos potente de Nintendo. Sega creía que trasladar el juego a Wii llevaría demasiado tiempo, por lo que concibió un juego de Sonic que usaría la función de detección de movimiento de su mando.
Por lo tanto, el equipo se dividió en dos: Nakamura dirigió a un equipo para terminar Sonic the Hedgehog para Xbox 360 y PlayStation 3, mientras que el productor Yojiro Ogawa dirigió al otro para comenzar a trabajar en Sonic and the Secret Rings para Wii. La división dejó un equipo inusualmente pequeño para trabajar en Sonic the Hedgehog. Sega presionó al equipo para que terminara el juego a tiempo para la temporada de compras navideñas de 2006, así que con la fecha límite acercándose rápidamente, Sonic Team apresuró las etapas finales de desarrollo, ignorando los informes de errores del departamento de garantía de calidad de Sega y los problemas de control. En retrospectiva, Ogawa notó que el período final resultó ser un gran desafío para el equipo. No solo era inminente el lanzamiento de Xbox 360, sino que el lanzamiento de PlayStation 3 estaba programado poco después. Esto ejerció una enorme presión sobre el equipo para desarrollar ambos sistemas. El productor Takashi Iizuka recordó de manera similar, «no teníamos tiempo para pulir y solo producíamos contenido tan rápido como podíamos».

### Audio
El elenco inglés de la serie de anime Sonic X repitió sus papeles de voz para Sonic the Hedgehog, y la actriz Lacey Chabert hizo la voz de la recién llegada a la serie y damisela en apuros, la princesa Elise. La partitura del juego fue compuesta principalmente por Tomoya Ohtani junto con Hideaki Kobayashi, Mariko Nanba, Taihei Sato y Takahito Eguchi. Fue el primer juego de Sonic en el que Ohtani, quien previamente había contribuido a Sonic Heroes y Shadow the Hedgehog, trabajó como director de sonido. El tema principal del juego, la canción de fantasía y rap «His World», fue interpretada por Ali Tabatabaee y Matty Lewis de la banda Zebrahead. Crush 40 interpretó el tema de Shadow, «All Hail Shadow», mientras que el vocalista Bentley Jones —anteriormente conocido como Lee Brotherton— cantó el tema de Silver, «Dreams of an Absolution». El artista de R&B Akon interpretó un remix de la canción «Sweet Sweet Sweet» de Dreams Come True, una canción utilizada anteriormente como tema final de Sonic the Hedgehog 2 (1992). Donna De Lory cantó el tema de Elise, «My Destiny».
Debido a que Sonic the Hedgehog fue el primer juego de Sonic para consolas de séptima generación, Ohtani «buscó enfatizar que era un título épico de próxima generación». Se lanzaron dos álbumes de bandas sonoras el 10 de enero de 2007, bajo el sello Wave Master de Sega: Sonic the Hedgehog Vocal Traxx: Several Wills y Sonic the Hedgehog Original Soundtrack. Vocal Traxx: Several Wills contiene siete canciones; cuatro son del juego, mientras que los tres restantes son remixes, incluida una versión de «His World» interpretada por Crush 40. La banda sonora original incluye las 93 pistas que aparecen en Sonic the Hedgehog, que abarcan tres discos.

## Lanzamiento
Sonic the Hedgehog se anunció en una presentación a puertas cerradas en Electronic Entertainment Expo —E3— en mayo de 2005. Más tarde ese año, en TGS en septiembre, Naka reveló el título del juego y dijo que su lanzamiento correspondería con el 15.º aniversario de la serie. Se pudo jugar una versión de demostración del juego en el E3 de 2006. Una segunda demostración, con una breve sección de la jugabilidad de Sonic, se lanzó a través de Xbox Live en septiembre de 2006. Sega lanzó varios paquetes de fondos de escritorio con personajes del juego, y la editorial estadounidense Prima Games publicó una guía de estrategia oficial, escrita por Fletcher Black. Sega también hizo un trato con Microsoft para publicar anuncios del juego en Windows Live Messenger.
La versión para Xbox 360 de Sonic the Hedgehog se lanzó en Norteamérica el 14 de noviembre de 2006, seguida de un lanzamiento en Europa el 24 de noviembre. Ambas versiones fueron lanzadas en Japón el 21 de diciembre. La versión de PlayStation 3 se lanzó en Norteamérica el 30 de enero de 2007 y en Europa el 23 de marzo. Los críticos y fanáticos a menudo se refieren al juego con términos coloquiales que hacen referencia a su año de lanzamiento, como Sonic 2006 o Sonic '06.
En 2007, Sega lanzó varios paquetes de contenido descargable que agregaron funciones al juego para un solo jugador. Estos incluyen un modo para un jugador más difícil y un modo de batalla continuo con todos los jefes del juego uno tras otro. Una adición descargable, el modo «Team Attack Amigo», envía a los jugadores a través de una multitud de niveles, cambiando a un personaje diferente cada dos o tres niveles y culminando en una pelea de jefes. La versión de PlayStation 3 se retrasó para permitir más tiempo para incorporar el contenido descargable y, por lo tanto, se lanzó junto con ella.
El juego se volvió a publicar digitalmente a través de Xbox Live Marketplace el 15 de abril de 2010. En octubre, varios juegos de Sonic con puntajes promedio o por debajo del promedio en el sitio web del agregador de reseñas Metacritic, incluido Sonic the Hedgehog, fueron eliminados de los minoristas. Sega razonó que esto era para evitar confundir a los clientes y aumentar el valor de la marca, luego de las respuestas preliminares positivas de Sonic the Hedgehog 4: Episode I y Sonic Colors —ambos de 2010—. Sonic the Hedgehog se volvió a incluir en Xbox 360 Marketplace en mayo de 2022.

## Recepción
Sonic the Hedgehog fue bien recibido durante las presentaciones preliminares. La recepción de los juegos anteriores, Sonic Heroes y Shadow the Hedgehog, había sido mixta; después de una serie de presentaciones y demostraciones bien recibidas, algunos sintieron que Sonic the Hedgehog podría ser un regreso a las raíces de la serie. GameSpot dijo que el juego «se mostró bastante prometedor» después de jugar una demostración en el E3 de 2006, y GameSpy elogió sus gráficos y entornos. En 2008, GamesRadar dijo que se veía «increíble» antes de su lanzamiento.
En el momento del lanzamiento, el juego recibió críticas negativas generalizadas. Metacritic clasificó la recepción de ambas versiones como «generalmente desfavorable». Sega informó que el juego se vendió con fuerza, con 870 000 unidades vendidas en los Estados Unidos y Europa en cuatro meses. La versión de Xbox 360 se calificó bajo la línea presupuestaria Platinum Hits.
Los críticos estaban divididos sobre la presentación del juego. IGN calificó sus gráficos y audio como «decentes» y sintió que su interfaz y sistema de menús funcionaban bien, pero carecían de pulido. GameSpot dijo que los gráficos, aunque coloridos, eran suaves y solo una pequeña mejora con respecto a los juegos de sexta generación, un sentimiento compartido por 1UP.com. Game Informer y Eurogamer observaron varias fallas gráficas. Eurogamer también criticó la decisión de continuar con el estilo de juego Sonic Adventure, creyendo que Sonic Team no había aprendido nada de las críticas de juegos anteriores.
Los revisores destacaron el sistema de cámara del juego, los tiempos de carga, los controles, los diseños de niveles y los fallos. GameSpot dijo que el diseño de niveles empeoró por el frustrante sistema de cámara, y Game Informer criticó la alta dificultad del juego, citando a la cámara como la causa de la mayoría de las muertes. Algunos críticos no estaban contentos de que la mayor parte del juego no se pasara jugando como Sonic; jugar como Tails, escribió GameSpot, hizo que un nivel fuera aburrido. Eurogamer ofreció críticas similares y descubrió que el elenco de apoyo estaba molesto en lugar de desarrollar el juego; consideraron que el sistema de cámara era el peor que habían visto en un videojuego. En el lado positivo, 1UP sintió que, a pesar de los problemas de control y diseño de niveles, el juego aún se jugaba como un juego de Sonic.
La trama fue criticada por ser confusa e inapropiadamente oscura. GamesRadar lo consideró sobreexcitado y «conceptualmente desafiado», y Eurogamer encontró la actuación de voz penosa y sus escenas cinemáticas vergonzosas. Algunos críticos compararon desfavorablemente la historia con la de un anime o Final Fantasy. El romance entre Sonic y la princesa Elise fue duramente criticado; para GamesTM, marcó el punto en que «la serie Sonic se había desviado hacia una absoluta estupidez».
«Esto ... es un desastre de arriba a abajo», escribió GameSpot, que «solo el fanático de Sonic the Hedgehog más ciegamente reverente podría exprimir algo de diversión». IGN dijo que el juego tenía algunas cualidades redentoras, con breves segmentos de jugabilidad que demostraban cómo podría funcionar un juego de Sonic de próxima generación, pero descubrió que «los arranca tan pronto como los muestra» y concluyó que el juego no logró reinventar el serie. Eurogamer creía que los errores de Sonic the Hedgehog se habrían notado incluso si el juego se hubiera lanzado en 1996.
A pesar de la recepción mayoritariamente negativa, Game Informer y Dave Halverson de Play Magazine defendieron el juego. Game Informer lo describió como ambicioso y elogió los gráficos, la historia, la cantidad de contenido y el valor de reproducción, pero creía que solo los fanáticos de Sonic disfrutarían el juego. Halverson inicialmente le dio a la versión de Xbox 360 un 9.5/10, elogiando los controles y habilidades de cada personaje y calificándolo como el mejor juego de Sonic en 3D hasta el momento. En el siguiente número, Halverson volvió a evaluarlo como 8.5/10 y escribió que le habían dicho que los tiempos de carga y los fallos en su copia de revisión no estarían en la versión final del juego. En una revisión posterior de la versión de PlayStation 3, Halverson se sintió frustrado porque los problemas aún no se habían corregido y porque el rendimiento era peor a pesar del tiempo de desarrollo adicional; Halverson le dio a esta versión un 5.5/10. The AV Club dijo en 2016 que, a pesar de la mala calidad del juego, la banda sonora tiene algunos «destripadores genuinos».

## Legado
GameTrailers y GamesRadar consideraron a Sonic the Hedgehog como uno de los juegos más decepcionantes de 2006. GamesTM destacó el juego cuando clasificó a la franquicia de Sonic en la parte superior de su lista de «Franquicias de videojuegos que se perdieron». The AV Club, Kotaku, Game Informer, y USgamer calificaron el juego como el peor de la serie Sonic, y el personal de GamesRadar lo nombró entre los peores videojuegos de todos los tiempos. El juego sigue siendo popular por los tutoriales «Let's Play», con jugadores mostrando sus fallas. En 2019, ganó popularidad un video en el que un grupo de actores de voz doblan las escenas del juego en una sola toma, creando una historia sin sentido e improvisada sobre la cultura de los videojuegos. La cuenta oficial de Twitter de Sonic también se burló del juego.
El fracaso crítico de Sonic the Hedgehog tuvo un efecto duradero en la franquicia. Hardcore Gamer escribió que a continuación, «Sonic Team luchó por lograr una visión consistente para Sonic, lanzando juego tras juego con conceptos tremendamente diferentes». En particular, Sonic Team buscó evitar su tono serio, comenzando con el siguiente juego principal de Sonic, Sonic Unleashed (2008). Con Sonic Colors, The A.V. Club escribió que «la serie redescubrió su fuerza para los cuentos caprichosos con tonos claros».
Sonic the Hedgehog presentó a Silver the Hedgehog, princesa Elise, Mephiles e Iblis a la franquicia; la mayoría ha tenido pocas apariciones desde entonces. Silver es un personaje jugable en Sonic Rivals (2006) y su secuela, en Sonic Riders: Zero Gravity (2008), y en Mario & Sonic at the Olympic Winter Games y sus posteriores entregas, y es un personaje secundario en la versión de Nintendo DS de Sonic Colors (2010) y Sonic Forces (2017). También apareció en la serie de cómics de Sonic the Hedgehog publicada por Archie Comics. El tema principal de Sonic the Hedgehog «His World», se muestrearon en la canción «KMT» de Drake de 2017.
Para celebrar el vigésimo aniversario de la franquicia de Sonic en 2011, Sega lanzó Sonic Generations, que rehízo aspectos de juegos anteriores de Sonic. Las versiones de PlayStation 3, Xbox 360 y Windows cuentan con una nueva versión del nivel «Crisis City» de Sonic the Hedgehog, y cada versión, incluida la versión de Nintendo 3DS, incluye una versión reinventada de la batalla del jefe con Silver. La decisión de incluir escenarios y jefes de Sonic the Hedgehog en Sonic Generations fue criticada por revisores y fanáticos de la serie; Jim Sterling de Destructoid se refirió a la pelea del jefe Silver como la «trampa» del juego de alta calidad.
En 2015, un grupo de aficionados, Gistix, comenzó a desarrollar una nueva versión para Windows usando el motor Unity. Se lanzó una demostración en enero de 2017 y los periodistas la recibieron positivamente. Se lanzó una segunda demostración a fines de 2017, que Eurogamer calificó de ambiciosa. Un segundo equipo de fanáticos, liderado por ChaosX, comenzó a desarrollar una nueva versión para PC en Unity, Sonic P-06, lanzando múltiples demostraciones desde 2019 en adelante.
El juego es referenciado por la serie de televisión Knuckles, ambientada en la continuidad de la saga cinematográfica de Sonic. En el cuarto episodio, «The Flames of Disaster», la historia de Knuckles se presenta en forma de ópera rock de bajo presupuesto, en la que lucha y derrota a una criatura similar al antagonista Iblis. Dentro de la serie, las Llamas del Desastre se representan como un poder que posee Knuckles y que permite que sus puños se incendien, en lugar de otro nombre para Iblis, como ocurría en el juego.
Para celebrar el año de Shadow, el juego Shadow Generations se lanzó el 25 de octubre de 2024, junto con una versión remasterizada de Sonic Generations. En la campaña, el nivel Kingdom Valley hace su regreso. Mephiles también regresa como jefe que Shadow encuentra en su misión de detener a Black Doom. Debido a los eventos del juego, Shadow no recuerda a Mephiles, quien está tratando de usar la grieta temporal para regresar a la línea de tiempo. Sin embargo, Shadow lo detiene y lo vuelve a sellar.